# Odair Carlos Geraldo
Odair Carlos Geraldo (José Bonifácio — Coari, 13 de agosto de 1995) foi um médico e político brasileiro, filiado ao Partido Republicano Progressista (PRP), exerceu o cargo de prefeito de Coari de 1993 a 1995, quando foi assassinado.

## Origens e formação
Nascido em José Bonifácio, interior de São Paulo, Odair Carlos mudou-se para o Amazonas em 1976. Cursou Faculdade de Medicina na Universidade Federal do Amazonas, formando-se em 1986. Conhecido por Dr Odair - foi casado pela terceira vez, deixou três filhos, dois do primeiro casamento e um do segundo. Quando faleceu era casado com a então Deputada Estadual Marcia Costa.
Foi médico e diretor do Hospital de Coari (antiga Unidade Mista de Coari) na gestão do prefeito Roberval Rodrigues (1983-1988) e superintendente do Hospital Pronto Socorro 28 de Agosto em Manaus, no governo de Gilberto Mestrinho em 1991.

## Carreira política
Odair Carlos iniciou-se na política no início dos anos de 1990, quando foi convidado a dirigir a Unidade Mista de Saúde de Coari, pelo ex-prefeito Roberval Rodrigues (PFL) no final dos anos de 1980, integrando ao Partido Republicano Progressista - principal grupo político do município o qual Odair Carlos lançou-se candidato a deputado estadual pelo Amazonas. Por orientação do prefeito Roberval Rodrigues e do seu sucessor Evandro Aquino (1988-1993) o candidato de consenso para a Assembleia Legislativa foi Mauricio Barreto. 
Odair se insurgiu contra o grupo e deixou o PFL transferindo-se para o PRP. Disputou duas eleições em Coari: a primeira foi em 1990 para deputado estadual pelo Amazonas, conseguindo apenas uma suplência. Obteve pouco mais de 2.000 votos para deputado estadual, praticamente o dobro de Maurício Barreto apoiado pelas lideranças políticas do município.
Em 1992 candidatou-se novamente e elegeu-se prefeito municipal pelo PRP, numa coligação integrada pelo vereador Arnaldo Almeida Mitouso, seu então correligionário. Foi eleito com praticamente a maioria dos votos válidos, permanecendo no cargo até 1995.

## Morte

### Assassinato
O prefeito Dr Odair Carlos foi assassinado na noite do dia 13 de agosto de 1995 pelo vereador Arnaldo Mitouso, que à época era presidente da Câmara de Coari. Durante uma discussão em um restaurante da cidade, Mitoso efetuou dois disparos que atingiram a vítima, que morreu na hora.  O crime foi considerado um dos mais trágicos da história de Coari.
A sentença de julgamento do crime praticado por Mitoso é de condenação a pena de oito anos de prisão em 2011, 16 anos depois do crime. Neste ano, Mitoso já era prefeito da cidade, saído vitorioso nas urnas das eleições suplementares de 2008. Mitoso recorreu da decisão em 1ª. Instância, mas o Tribunal de Justiça do Amazonas (TJ/AM) manteve a sentença do juiz da Comarca. Mesmo condenado em 2011, o prefeito se manteve no cargo.
Por decisão unânime, em 11 de novembro de 2016, 20o Tribunal de Justiça do Amazonas (TJ-AM) condenou Mitouso a perda de mandato e a oito anos de prisão pelo assassinato do ex-prefeito da cidade.

## Homenagens póstumas
A Prefeitura de Coari renomeia a antiga Unidade Mista de Coari em Hospital Regional de Coari Prefeito Dr Odair Carlos Geraldo, em sua homenagem.